# Ugo Francica Nava
Ugo Francica Nava (Catania, 18 ottobre 1963) è un giornalista e conduttore televisivo italiano.

## Biografia
Di nobili natali, è un esponente della famiglia Francica Nava, baroni di Bondifè, Belliscara, Burgio e Turrivecchia, che annovera il cardinale Giuseppe Francica Nava, partecipante al conclave del 1903 che elesse papa Pio X.
Giornalista professionista, dal 1988 al 1992 collabora con le televisioni private locali catanesi, prima su Teletna e poi su Antenna Sicilia.
Nel 1992 entra come collaboratore in Telemontecarlo dove svolge anche il praticantato obbligatorio per l'esame d’idoneità.
Nel 1993 collabora con l'ufficio di corrispondenza romano del quotidiano catanese La Sicilia e nel 1995 entra a far parte della redazione sportiva di TMC e comincia a condurre i maggiori eventi sportivi su TMC e su TMC 2, incluse le partite dell'NBA e la trasmissione "NBA Action".

Con il cambio di nome del canale televisivo da Telemontecarlo a LA7 rimane sempre nella redazione sportiva e commenta nel 2002 il suo primo programma non sportivo, Robot Wars.
Nel 2003, durante la Guerra in Iraq, collabora con il TG LA7, è inoltre inviato in occasione del torneo delle 6 nazioni di rugby. Nel 2009 e 2010 conduce Vivo x miracolo.
Nel 2012-2013 conduce Sotto canestro, programma dedicato alla pallacanestro assieme all'ex cestista Gianmarco Pozzecco e alla cestista e modella Valentina Vignali.

## Televisione
- Robot Wars (2002)
- Wild Nature
- Vivo x miracolo (2009-2010)
- Superstars Series (2010)
- Sotto canestro (2012-2013) con Gianmarco Pozzecco e Valentina Vignali